# Повстання 8888
Повстання 8888 — загальнонаціональні виступи у Бірмі (теперешня М'янма) проти політики лідера держави генерала У Не Віна, що тривали з березня до вересня 1988 року. Головною рушійною силою протестів встали бірманські студенти, до яких приєдналися буддистські монахи, представники етнічних і релігійних меншин та представники інших верств населення країни.
Найбільший виступ відбувся 8 серпня 1988 року (ця дата 8-8-88 закріпилася в історіографії як назва повстання), коли сотні тисяч протестувальників зібралися у столиці Бірми місті Рангун. Офіційно бірманська влада заявила про 3000 жертв, проте їхня кількість може перевищувати 10000 осіб.
Виступи м'янмарців призвели до відставки У Не Віна, який керував державою від моменту перевороту 1962 року, та призначення виборів на багатопартійні основі. Однак, вже у вересні відбувся переворот, а до влади прийшов генерал Со Маунг, який скасував результати виборів, проведених 1990 року та встановив новий диктаторський режим.

## Передумови виступів
1962 року у Бірмі стався військовий переворот, у результаті якого утворилася однопартійна політична система. Протягом 26 років владу в Бірмі утримувала Партія бірманської соціалістичної програми на чолі з генералом У Не Віном. Ідеологія режиму У Не Віна ґрунтувалася на поєднанні ідей соціалізму, буддизму та місцевих вірувань. При ухваленні управлінських рішень верхівка держави часто слідувала забобонам та упередженням, що негативно впливало на економічний розвиток країни та якість життя населення.
1985 року була проведена грошова реформа: банкноти номіналом 50 і 100 к'ятів були виведені з обігу, населенню було дозволено обміняти лише певну кількість таких банкнот на банкноти іншого номіналу. Протягом 1985—1986 років були введені в обіг банкноти у 15, 35 та 75 к'ят (остання на честь 75-літнього ювілею диктатора). А вже наступного 1987 року усі банкноти були замінені купюрами номіналом 45 і 90 к'ят без права обміну їх для населення. Уведення в обіг лише цих номіналів було зумовлене віруванням у те, що число 89 є щасливим (обидва номінали були кратні 9). Такі реформи призвели до студентських виступів, оскільки таким чином були знецінені їхні заощадження на оплату навчання в університетах.

## Протести
Дата загальнонаціональної акції протесту 8-8-88 була визначена опозиціонерами заздалегідь. Від початку серпня протестувальники споруджували та укріплювали барикади на випадок розгону демонстрацій. Лідерів протестів увесь час супроводжували їхні прихильники, аби убезпечити їх від арешту армією. Опозиційні газети друкували та поширювали антиурядові матеріали та заклики долучатися до продемократичних протестів. Революційні настрої стали поширюватися не тільки містами, але й сільською місцевістю, через що новий лідер країни Сейн Лвін доручив надати підкріплення військовим у Рангуні за рахунок дислокованих у гірських районах частин.
Протест 8 серпня у Рангуні зібрав сотні тисяч осіб. Демонстрація була мирною, проте Сейн Лвін, усвідомлюючи загрозу повалення його режиму, дав наказ військам розігнати протестувальників. Армія діяла жорстко: військовим був даний наказ придушити повстання і вони почали застосувати зброю проти мітингарів. За свідченнями очевидців військові намагалися діяти максимально жорстоко, замість попереджувальних пострілів у повітря вони відразу відкривали вогонь по учасниках акцій протесту. Протестувальники своєю чергою також почали озброюватися ножами, почали готувати коктейлі Молотова, кидати каміння у загони силовиків, а також намагалися атакувати відділи поліцій задля заволодіння зброєю. 10 серпня військові увірвалися до Центральної лікарні Рангуна, де розстрілювали не тільки поранених протестувальників, але й медичний персонал, який надавав їм допомогу.
12 вересня Сейн Лвін оголосив про свою відставку, демонстранти зустріли цю новину з радістю, проте й з розгубленістю — вони не очікували такого перебігу подій тому не мали подальшого плану дій. 19 серпня новим лідером хунти став Маунг Маунг, проте це не зупинила хвилю загальнонаціональних протестів.